# 福井信介
福井 信介（ふくい しんすけ、1977年10月17日 - ）は、日本の男性声優。北海道出身。血液型はA型。
以前は劇団6番シード、エーエス企画、プロ・フィットに所属していた。

## 出演作品
※太字はメインキャラクター。

### テレビアニメ
- AIR（ガヤ）
- N・H・Kにようこそ!（同級生）
- GIRLSブラボー second season（救護班1、ガヤ1）
- ケロロ軍曹（男の子、アシスタント）
- 地獄少女 二籠（男記者）*第7話
- シゴフミ（男、男子生徒、部員、ヤンキー、先生）
- しにがみのバラッド。（第6話 男子A）
- 少年陰陽師（陰陽生（二）、陰陽生、夜盗（二））
- 砂ぼうず（蛙一家）
- セイント・ビースト〜光陰叙事詩天使譚〜（天使2）
- 隠の王（クラスメイト）
- のらみみ2（射的の兄ちゃん）
- バーテンダー（結花の彼氏）
- ふしぎ星の☆ふたご姫（タッツン、ベアベア兵、ラビ族）
- ふしぎ星の☆ふたご姫 Gyu!（ダリオ、クラマ）
- BLEACH（番組の観客C、刑軍兵弐）
- プリンセス・プリンセス（役員、部員、生徒、クラスメイト）
- プレイボール（太田）
  - プレイボール2nd（太田）
- PERSONA -trinity soul-（役名表示無し）
- Misson-E（ガードマン）
- MÄR-メルヘヴン-（導師）
- RED GARDEN（青年A）
- ローゼンメイデン（宅配便）

### OVA
- きらめき☆プロジェクト（工員）
- 円盤皇女ワるきゅーレ 星霊節の花嫁（男子生徒）

### ゲーム
- エターナルファンタジー（イデア）
- こいとれ 〜REN-AI TRAINING〜（渡会俊之）
- 仔羊捕獲ケーカク!スイートボーイズライフ（藤原隆明）
- こんぼく麻雀 〜こんな麻雀があったら僕はロン!〜（黒澤透）
- サムライスピリッツ 天下一剣客伝（羅刹丸、萬三九六）
- 新天魔界ジェネレーションオブカオスV（ゼロミティ）
- BLOOD+ 双翼のバトル輪舞曲（親衛隊男子）
- 召しませ浪漫茶房（芹塚北斗、麒伯）

### 吹き替え
- アフロサッカー（マイパイ）

### 特撮
- Kawaii! JeNny（クマさん（クマブーさん）の声）

### 舞台
- 露の見た夢（2000年）
- 桐の林で二十日鼠を殺すには（2001年）
- ホテルニューパンプシャー206（2001年）
- ミキシング・レディオ（2002年）

### その他
- パチスロ 哲也〜雀聖と呼ばれた男〜（哲也）